# Frantic (película)
Frenético (título original: Frantic) es una película franco-estadounidense de suspenso, de 1988, escrita y dirigida por Roman Polanski. Es una película policial y de espías y está protagonizada por Harrison Ford, Emmanuelle Seigner y Betty Buckley. 

## Argumento
El cirujano Dr. Richard Walker y su esposa Sondra viajan desde San Francisco a París para asistir a una convención médica. Al llegar al hotel, descubren tener una maleta idéntica pero equivocada de Sondra y probablemente fue confundida en el aeropuerto. Cuando Walker sale de la ducha, su esposa de pronto ya no está. Al principio espera, pero ella no vuelve a aparecer, entonces va en su búsqueda. 
Cuando el portero del hotel finalmente le dice haber visto a Sondra salir del hotel acompañada de un hombre y encuentra su pulsera en una calle cercana al hotel, en un lugar donde un borracho del bar afirma haber visto a su mujer obligada a entrar en un coche, Walker duda de la versión contada sea cierta, pero al encontrar la pulsera en la calle se da cuenta del secuestro e informa a las autoridades, pero tanto la policía francesa como la embajada de los Estados Unidos no muestran interés al respecto. 
Cuando Walker abre más tarde la maleta que está en su poder, para tratar de investigar los motivos del secuestro de su esposa, Walker encuentra dentro, entre otras cosas, una caja de fósforos donde tiene escrito el nombre Dedé y un número de teléfono, entonces decide investigar por su cuenta el misterio de su esposa desaparecida, pero solo escucha un contestador automático cuando lo llama con la ayuda de la policía. Entonces toma un taxi y se va a su dirección para buscar a los secuestradores de su esposa y encuentra a Dedé asesinado en su departamento estando muerto por más de un día. Mientras tanto, extraños registran y destrozan la habitación de Walker no sabiendo la maleta ya fue enviada al aeropuerto por no ser la de Sondra, confirmando la sospecha de Walker del secuestro de su esposa y está relacionada con la maleta equivocada, ante la falta de interés de las autoridades de policía, detectives y la Embajada de Estados Unidos en París para ayudarlo, él decide seguir investigando solo por su cuenta en las calles de París. 
Walker encuentra en la maleta en el hotel una caja de fósforos con el nombre de un bar de París, va a buscar a Dedé y un traficante de drogas le dice la mujer blanca está bien, él cree están hablando de su esposa secuestrada, pero es para vender cocaína en un baño del bar, Walker le ofrece dinero para conocer la dirección del departamento de Dedé.  
Walker llega al departamento de Dedé pero está muerto hace 2 días, en ese momento se recibe una llamada telefónica, extrae la casete del contestador de Dedé y escucha en la casette de mensajes automáticos en la habitación del hotel con la ayuda del conserje del hotel, le traduce del francés lo hablado en la llamada telefónica, a una chica misteriosa diciendo a Dedé la espera en un bar y de no llegar a ese bar, ella la visita en su departamento después de cerrar el bar a las 5 de la mañana, esa noche para recibir su pago por haber transportado una maleta hasta la ciudad. Walker sale del hotel y llega al departamento de Dedé, la busca oculto bajo la escalera, la espera entonces allí y la encuentra. 
Después de informarla sobre Dedé, él descubre el problema generado en donde está involucrado, la maleta confundida pertenece a la chica y debía enviarla a una consigna, según las indicaciones de Dedé para ser luego recogida por sus clientes, después desencadenó los acontecimientos llevando al secuestro de su esposa.  
La chica, Michelle, es una contrabandista contratada por Dédé, para pasar drogas y encargos secretos por el aeropuerto, pero ella no conoce a sus clientes, ni tampoco el contrabando transportado. Walker y Michelle recuperan luego la maleta en el aeropuerto para investigarla más a fondo en casa de Michelle. Walker la despide en el hotel y le da un dinero, en medio de la llegada de agentes investigadores por la denuncia de robo en la habitación del hotel, los distrae proponiendo fue una pelea de esposos, su esposa tiene un amante y Michelle es una prostituta contrada para olvidar sus penas, los investigadores se van del hotel y él abre la maleta para buscar alguna relación y pista para encontrar a su esposa, luego va al departamento de Michelle para seguir adelante investigando dónde está su esposa, y estaban adentro dos agentes israelíes aparecen y preguntan a Michelle sobre un modelo de la Estatua de la Libertad porque ella pasó en esa maleta como contrabando. 
Walker ingresa por el techo y la ventana del baño del departamento de Michelle, la maleta se rompe,  cae a la calle y él se revela como un acompañante de la prostituta, dormido bajo las sábanas de su cama, enfurecido y amenaza con abandonar la habitación, es golpeado y pierde el conocimiento. Después de aparecer en un bote atracada en el río Sena con una banda de música de jazz de amigos de Michelle, en un refugio seguro y oculto de la policía, juntos regresan al edificio de su departamento, encuentra la estatuilla partida en la calle y descubren en ella un componente electrónico llamado krytron, de uso militar muy avanzado, resiste las vibraciones y el impacto cuando se inicia el lanzamiento de un misil, bomba y bala de cañón para detonar un arma nuclear, al ser fabrica por alguna nación terrorista para lanzar un arma nuclear contra Israel 
Los secuestradores se comunican más tarde con Walker y quieren cambiar el krytron por su esposa en un garaje. El intercambio falla cuando los mismos dos agentes misteriosos, siguen a Walker en su intento por resolver el misterio de la desaparición de su esposa, aparecen y disparan a los secuestradores matando a uno de ellos. Ambos descubren, pertenece a un árabe. Sabiendo de lo ocurrido, el oficial de seguridad de la embajada finalmente cree a Walker su versión del secuestros de su esposa y se encuentra con él en una cafetería. Le revela información sobre el krytron, es un interruptor robado a su fabricante y se usa para detonar explosivos nucleares. También dice Sondra fue raptada por árabes y buscan construir con él una bomba atómica para atacar a Israel. Así queda claro el asesinato de Dedé fue un intento vano de borrar sus huellas al respecto, porque ocurrió el inesperado cambio de maletas. El oficial quiere obtener el krytron aunque eso pueda provocar la muerte de Sondra, ambos se enfrentan en la cafetería, Walker y Michelle escapan y logran alejarse con el krypton de los agentes de la embajada, para ocultarse en la ciudad con los amigos de Michelle y esconden el krypton dentro de un envase con azúcar en el refugio de los amigos de Michelle. 
Se las arreglan entonces para contactar en persona con los secuestradores, en una discoteca, club nocturno de millonarios y en esa reunión, mientras Walker bailaba con Michelle en el club nocturno, reconocen a uno de los secuestradores sentado en una mesa aislado y seguro, rodeado de guardaespaldas, parece ser el dueño de la discoteca, ellos hablan y conciertan una nueva fecha de entrega en la isla de los cisnes en París en la orilla del río Sena cerca de la estatua de la libertad levantada junto al río. Durante el intercambio los secuestradores dejan a la esposa seguir caminando hacia la posición de Walker, mientras Michelle les trae el krytron desde su posición. De repente, los dos agentes israelíes abren fuego desde el puente cuando llegan al lugar porque siempre los estaban siguiendo. En el tiroteo los dos secuestradores son asesinados, pero uno de ellos dispara mortalmente a Michelle en su agonía. Antes de morir, ella le da a Walker el interruptor krytron. Cuando los agentes van a buscarlo, Walker, enojado por todo lo ocurrido, arroja ante ellos el krytron al Sena y se va con su esposa, y lleva el cadáver de Michelle a sus amigos para resolver el misterio. Luego, traumatizados por lo sucedido, se van de París.

## Reparto
- Harrison Ford ... Dr. Richard Walker
- Betty Buckley ... Sondra Walker
- Emmanuelle Seigner ... Michelle
- Djiby Soumare ... Taxista
- Dominique Virton ... Recepcionista
- Gérard Klein ... Gaillard
- Stéphane D'Audeville ... Botones
- Laurent Spielvogel ... Portero del hall
- Alain Doutey ... Portero del hall
- Jacques Ciron ... Manager de Le Grand Hotel
- Roch Leibovici ... Botones 2
- Louise Vincent ... Turista
- Patrice Melennec ... Detective de Le Grand Hotel
- Ella Jaroszewicz ... Asistente en el baño
- Joëlle Lagneau ... Florista

## Producción
La película se empezó a gestar cuando Warner Bros. preguntó a Roman Polanski qué proyectos tenía. Cuandó él les contestó que quería hacer un thriller en París, les pareció interesante. De esa manera, Polanski se puso a trabajar rápidamente en la idea. Al principio pensó en Dustin Hoffman para que hiciese el papel protagonista, pero decidió coger a Harrison Ford en su lugar después de una cena con el actor y su esposa.
Una vez preparado todo, Polanski rodó la película íntegramente en París.

### Música
La música de Ennio Morricone crea en gran parte la atmósfera de la película. La clásica canción Libertango, del reconocido músico y autor argentino Astor Piazzolla, se escucha en momentos clave de la película.

## Lanzamientos
| País                                                                          | Fecha de estreno                   |
| ----------------------------------------------------------------------------- | ---------------------------------- |
| Alemania                                                                      | Jueves 25 de agosto de 1988        |
| Argentina                                                                     | Jueves 15 de septiembre de 1988    |
| Australia                                                                     | Jueves 9 de junio de 1988          |
| Austria                                                                       | Viernes 26 de agosto de 1988       |
| Bélgica                                                                       | Miércoles 7 de septiembre de 1988  |
| Belice · Costa Rica · El Salvador · Guatemala · Honduras · Nicaragua · Panamá | Miércoles 14 de septiembre de 1988 |
| Bolivia                                                                       | Jueves 1 de diciembre de 1988      |
| Brasil                                                                        | Jueves 15 de septiembre de 1988    |
| Chile                                                                         | Viernes 9 de septiembre de 1988    |
| Colombia                                                                      | Jueves 8 de septiembre de 1988     |
| Corea del Sur                                                                 | Sábado 7 de enero de 1989          |
| Dinamarca                                                                     | Viernes 2 de septiembre de 1988    |
| Egipto                                                                        | Lunes 17 de abril de 1989          |
| España                                                                        | Viernes 30 de septiembre de 1988   |
| Estados Unidos · Canadá                                                       | Viernes 26 de febrero de 1988      |
| Filipinas                                                                     | Miércoles 15 de febrero de 1989    |
| Finlandia                                                                     | Viernes 16 de septiembre de 1988   |
| Francia                                                                       | Miércoles 30 de marzo de 1988      |

| País                | Fecha de estreno                   |
| ------------------- | ---------------------------------- |
| Grecia              | Jueves 20 de octubre de 1988       |
| Hong Kong           | Jueves 8 de septiembre de 1988     |
| India               | Viernes 18 de agosto de 1989       |
| Israel              | Viernes 26 de agosto de 1988       |
| Italia              | Viernes 23 de septiembre de 1988   |
| Japón               | Sábado 9 de julio de 1988          |
| Malasia             | Jueves 5 de enero de 1989          |
| México              | Jueves 13 de octubre de 1988       |
| Noruega             | Jueves 25 de agosto de 1988        |
| Nueva Zelanda       | Viernes 15 de julio de 1988        |
| Países Bajos        | Jueves 15 de septiembre de 1988    |
| Perú                | Jueves 27 de octubre de 1988       |
| Portugal            | Viernes 2 de septiembre de 1988    |
| Puerto Rico         | Jueves 12 de mayo de 1988          |
| Reino Unido Irlanda | Viernes 16 de septiembre de 1988   |
| Singapur            | Jueves 11 de agosto de 1988        |
| Sudáfrica           | Viernes 24 de junio de 1988        |
| Suecia              | Viernes 26 de agosto de 1988       |
| Suiza               | Viernes 2 de septiembre de 1988    |
| Tailandia           | Sábado 21 de enero de 1989         |
| Taiwán              | Sábado 17 de septiembre de 1988    |
| Turquía             | Viernes 5 de julio de 1991         |
| Uruguay             | Jueves 15 de septiembre de 1988    |
| Venezuela           | Miércoles 21 de septiembre de 1988 |

## Recepción
Frantic fue un éxito moderado en la taquilla. La película recibió "Dos Thumbs Up" (pulgares arriba) de Gene Siskel y Roger Ebert en el programa de televisión Siskel y Ebert y El Cine. Pat Collins del canal de televisión WWOR la calificó como "la mejor película de Polanski nunca antes vista" y, según ABC, esta película de suspense densa, oscura y casi asfixiante, tiene un ritmo de acción excelente, por lo que ha dejado a causa de ello mucha huella en el cine de suspenso.
Se considera una de las mejores producciones del cine francés, donde el director muestra su talento y estilo muy especial en la filmación de la película. Además fue el debut de la actriz Emmanuelle Seigner en una película de cine.

## Temas y estereotipos presentes
Harrison Ford encarna al típico héroe estadounidense, caucásico y noble, que debe enfrentarse en un ambiente hostil, rodeado de enemigos astutos, de intenciones bajas y frecuentemente más favorecidos en tamaño y contextura física que él. Como es tradicional, él sale favorecido.
Sin embargo en las películas en general, y sobre todo en las de Polanski, nada es perfecto. A consecuencia de un disparo muere Michelle, la joven que ayudaba a Walker a buscar a su esposa. Michelle encarnaba a una bella mujer, con vestuario muy urbano, de cuero, siempre haciendo resaltar sus largas e impresionantes piernas y su armónico rostro. Su deceso es uno de los momentos clímax de la película. 

## Legado
Frantic se menciona en la canción One Week, del grupo Barenaked Ladies. También se hace referencia al filme en el álbum Black on Both Sides del rapero, actor y poeta Mos Def. La canción Frantic del grupo Acueducto toma dos formas, como un tema llamado «Roman Polanski, versión» y un instrumental llamado «Harrison Ford, versión».